# سفارة فنزويلا في واشنطن العاصمة
سفارة فنزويلا في الولايات المتحدة هي التمثيلية الرسمية وسفارة فنزويلا في الولايات المتحدة.
تدير السفارة قنصليات عامة في كل من بوسطن، وميامي، ونيوأورليانز، وشيكاغو، ونيويورك، وهيوستن.

## مقالات ذات صلة
- سفارة روسيا في واشنطن العاصمة
- سفارة السودان في واشنطن العاصمة
- سفارة المغرب في واشنطن العاصمة